# 光崎育利
光崎 育利（みつざき やすとし、1929年9月26日 - ）は、日本の建築計画・都市計画学者。大阪工業大学名誉教授。工学博士（大阪市立大学）。元建築学教室担当。
専門は、建築計画・建築設計、都市計画・地区計画。

## 略歴
1949年旧制摂南工業専門学校（旧：関西高等工業学校）建築科卒業。1952年大阪工業大学工学部建築学科卒業（建築学科一期生）。のちに、大阪市立大学（現在の大阪公立大学）大学院にて工学博士。ゼネコン会社勤務を経て、大阪工業大学工学部建築学科助手として着任。1961年講師、助教授を経て、1978年同学科教授。1992年図書館長。1995年定年退職、同大学名誉教授。2008年秋の叙勲・褒章にて、瑞宝小綬章受章。
大阪工業大学工学部建築学科にて40年以上の長きに渡り教鞭を執り、大学初期の建築計画・建築設計・都市計画の研究の推進・育成に貢献した。
主な所属学会は、日本建築学会、日本建築協会など。主な著書は、都市計画 - 現代建築学 初版/改訂版（単著、鹿島出版会1984/1991、学術書）。

## 主な研究
- 都市計画における行政体の態勢
- 大阪谷町及び松屋町筋北部地区の卸売業店舗に於ける建築計画上の問題点：都市計画・経済・防災[6]
- 市街地土地利用の時期的変化に関する研究 : 大阪市における第2次大戦前および戦後の状況に関する比較分析[7]
- 住宅地開発の市街地整備に与える影響について : 枚方・寝屋川市の市街地形成上の基本的性格
- 茨木市に於ける住宅開発について[8]
- 高槻市大冠北地区住宅環境整備計画基本構想について
- 琵琶湖沖之島の世帯及び住宅についての計画[9]